# Altenbrunslar
Altenbunslar er en bydel i den nordhessiske by Felsberg i Tyskland, beliggende ved floden Eder.
Byens areal er 9,1km3, og der bor ca. 306 indbyggere (2012).

## Historie
Den første skriftlige henvisning til Bruneslar var i 1154. Altenbrunslar nævntes første gang i et dokument fra 1381.
1532 kom den første evangeliske prædikant til stedet.
Byens kirke, hvis grunddele er fra 12. eller 13. århundrede, består af et muret skib og kor i underetagen, samt en overetage og tårn (tagrytter) i bindingsværk. Overetagen og tårnet blev bygget 1581.
Altenbrunslar tilhørte Amt Felsberg frem til 1821. Derefter kom stedet til kreds Melsungen, Amt Felsberg.
29. December 1849 kørte det første tog gennem Altenbrunslar (på stræknngen Main-Weser-Bahn). 1. januar 1974 blev Altenbrunslar en forstad til Felsberg.